# 戈梅利客運站

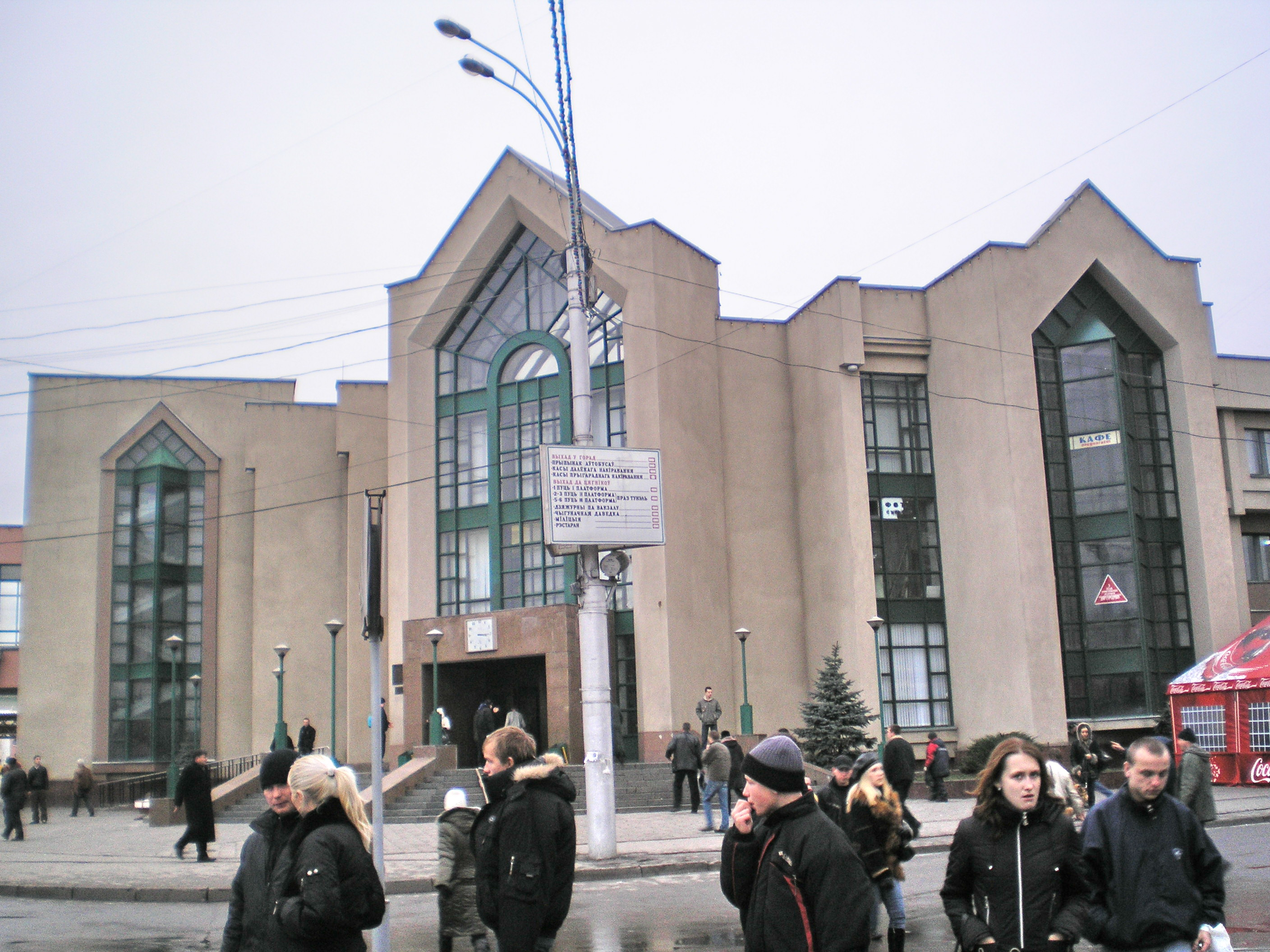
1996年興建的戈梅利市郊火車站

戈梅利客運站是白俄羅斯第二大城市戈梅利的一座鐵路車站。
戈梅利客運站建於1890年代。因二戰中車站受損嚴重，因此在1946年重建。
1996年11月26日， 為了紀念白俄羅斯鐵路成立125週年，興建了一座市郊火車站。
2002年12月20日，一條新的地下通道建成並投入使用。

## 目的地
從車站的列車可以直達白俄羅斯、俄羅斯和烏克蘭的主要城市。